# Borda d'Isidro
La Borda d'Isidro és una borda del terme municipal de la Torre de Cabdella, a l'antic terme de la Pobleta de Bellveí, al Pallars Jussà. És al sud-est del poble de Castell-estaó, a tocar de la pista asfaltada que mena a Castell-estaó i a Antist. De fet, és al nord de la cruïlla on la pista es bifurca per tal d'anar cap als dos pobles.